# Бахадур-шах
Кутб-ад-Дин Бахадур-шах, также известен как Бахадур-хан (ок. 1505 — 13 февраля 1537) — султан Гуджарата из династии Музаффаридов (1526—1535, 1536—1537).

## Ранние годы
Отцом Бахадур-шаха был султан Музаффар-шах II, который взошел на престол Гуджаратского султаната в 1511 году. Музаффар-шах II назначил наследником престола Сикандар-шаха (старшего брата Бахадур-шаха). Отношения Бахадур-хана с его старшим братом и отцом стали напряженными, поскольку Сикандар-шах начал брать на себя больший административный контроль. Опасаясь за свою жизнь, Бахадур-хан бежал из Гуджарата. Вначале он попытался найти убежище у раджи Читтора, а затем при дворе делийского султана Ибрагима Лоди. В 1526 году Бахадур-хан присутствовал в битве при Панипате, хотя и не принимал участия в самом сражении.
После смерти Музаффар-шах II 5 апреля 1526 года Сикандар-шах вступил на отцовский престол. После нескольких недель пребывания у власти он был убит 30 мая 1526 года в Чампанере своим рабом Имад-уль-Мульк Хуш Кадамом, который посадил на трон младшего брата Сикандара, Насир-хана, с титулом Махмуд-шах II и стал управлять султанатом от его имени. Еще три принца были отравлены. Единственным событием правления Сикандара было уничтожение армии, посланной против его брата Латифа-хана, которому помогал Рана Бхим из Мунги (ныне — Чхота Удайпур). Когда Бахадур-хан получил известие о смерти своего отца, он вернулся в Гуджарат. Знать султаната покинула Имада-уль-Мулька, и к принцу Бахадур-хану примкнули многие сторонники, среди которых был Тадж-хан, владелец Дхандхуки. Бахадур-хан сразу же двинулся на Чампанер, захватил в плен и казнил Имад-уль-Мулька, а в 1527 году вступил на султанский престол под именем Насир Хан с титулом Бахадур-шах.
Его брат Латиф-хан, которому помогал Раджа Бхим из Кохистана или горной страны Пал (Пал-Дадхав, недалеко от Бхулоды, Гуджарат), заявил о своих претензиях на султанский престол. Он был побежден султанской армией, взят в плен и скончался от полученных ранений, и был похоронен в Халоле. Раджа Бхим был убит. Когда преемник Бхима Раисингх разграбил Даход, против него было послано большое войско под командованием Тадж-хана, который опустошил страну Раисинга и разрушил его крепости. Только один из братьев Бахадура, Чанд-хан выжил, так как у него было убежище в Малавском султанате, а султан Махмуд II отказались выдать его.

## Правление
Во время его правления Гуджаратский султанат находился под давлением расширяющейся Империи Великих Моголов при падишахах Бабуре (1526—1530) и Хумаюне (1530—1540), а также португальцев, которые создавали укрепленные пункты на побережье Гуджарата, чтобы расширить свою власть в Индии с их базы в Гоа.

### Расширение султаната
Вскоре после этого Бахадур-шах посетил Камбей и узнал, что Малик Ис-хан, губернатор Сората и сын Малика Айяза, попытался в интересах португальцев захватить Диу, но был отбит гуджаратским адмиралом Махмудом Акой. Султан поручил Диу Кивам-уль-Мульку, а Джунагах-Муджахиду-хану Бхикану и вернулся в Ахмедабад. В 1527 году он взимал дань с Идара и соседних княжеств. Во время одной из своих многочисленных экспедиций он отправился на охоту в Нандод и получил дань от местного раджи.
Так как португальцы стремились утвердиться на побережье Сората и, если возможно, заполучить Диу, то султан Бахадур-шах постоянно находился в прибрежных фортах Камбей (ныне Хамбхат), Диу и Гогха, чтобы сорвать их попытки, также он руководил строительством крепости Бхаруч. В это время Миран Мухаммад-шах I, правитель Асира и Бурханпура (Хандешский султанат), попросил помощи у Бахадур-шаха от имени Имад-уль-Мулька, правителя Берара. Бахадур-шах сразу же отправился в поход, и в Нандурбаре к нему присоединился Мухаммад-хан Асири, а оттуда проследовал в Бурханпур, где его встретил Имад-шах из Гавалгада. После ряда успехов султан Гуджарата заключил мир между Бурханом Низам-шахом и Имад Шахом Гавали и вернулся в Гуджарат.
Джам Фируз, правитель Татты в Синде, попытался найти убежище при дворе Бахадур-шаха от гонений со стороны Великих Моголов и был радушно принят. В 1528 году Бахадур-шах предпринял военную кампанию в Декане, которая закончилась битвой при Даулатабаде. Позднее Бахадур был вынужден оступить из-за жесткого сопротивления, оказанного армией Ахмаднагар. В следующем году (1529) по просьбе Джафара или Хизр-хана, сына Имада Шаха Гавали, который был послан в Гуджарат, чтобы просить помощи у султана, Бахадур-шах снова выступил в поход на Декан. Когда он проезжал через Мулер Бихарджи, Раджа Баглан отдал ему свою дочь замуж и взамен получил титул Бахр-хана. Из Баглана Бахр-Хану было приказано опустошить Чаул, который к этому времени уже попал в руки португальцев. Сам Бахадур-шах выдвинулся на Ахмеднагар, захватили форт и разрушили многие здания. Форт Пурандхар также был взят и разграблен. Из Ахмеднагара Бахадур-шах двинулся на Бурханпур, и там его генерал Кайсар-хан одержал победу над объединенными силами Низам-шаха, Малика Берида и Айн-уль-Мулька. Наконец, оба правителя Ахмаднагара и Берара были вынуждены подписать унизительный договор. Бахадур-шах вернулся в Гуджарат и некоторое время воздерживался от вмешательства в дела Декана.
В 1530-х годах гуджаратский султан Бахадур-шах отправлял в Османскую империю делегацию во главе с Абд-аль Азиз Асаф-ханом.
В 1530 году султан Бахадур-шах отправился в Нагор, где встретился с раджой Пратираджем из Дунгарпура, а также с послами от раны Ратанси из Читтора. Послы раны пожаловались на посягательства на Читтор со стороны султана Малвы Махмуд-шаха II. Малавский султан обязался предстать перед Бахадур-шахом, чтобы объяснить предполагаемые посягательства. Из-за неявки Махмуда Бахадур-шах предпринял карательный поход на Малавский султанат. Бахадур-шах осадил Манду, столицу Малавского султаната, и стал принимать дезертиров из армии султана Махмуд-шаха. Столица султаната пала, Махмуд-шах и его семь сыновей были захвачены в плен 28 марта 1531 года. Малавский султанат был присоединен к Гуджаратскому султанату.
После окончания сезона дождей в Манду Бахадур-шах во главе армии выступил на Бурханпур, чтобы встретиться со своим племянником Мираном Мухаммад-шахом. В Бурханпуре Бахадур-шах под влиянием крупного священнослужителя Шах-Тахира примирился с Бурхан Низам-шаха и пожаловал ему султанский балдахин, который ему достался в Малве. Бахадур-шах предложил Шаху-Тахиру пост министра, но последний отказался, заявив, что должен совершить паломничество в Мекку. Он отправился в Ахмаднагар, где обратил в шиитский ислам султана Бурхана Низам-шаха I.
В том же году, узнав, что раджа Мансингджи из Халвада убил коменданта Дасады, Бахадур-шах организовал против него военный поход. Города Вирамгам и Мандал были захвачены у вождей Джхалы и включены в состав султанского домена.
Когда малавский султан Махмуд II и его сыновья были доставлены в крепость Чампанер, Раисингх, раджа Пала, попытался освободить их из заключения. Попытка провалилась, и заключенные были преданы смерти их охранниками. В 1531 году после возвращения из Бурханпура в Дхар Бахадур-шах узнал, что Силехи, вождь раджпутов из Райсина в Восточной Малве, содержит в плену нескольких женщин из гарема малавского султана Насир-уд-дина, Бахадур-шах выступил против него, заставил его сдаться и принять ислам. Силехди тайно отправил к ране Читора за помощью и затягивал сдачу Райсина. Узнав об этом, гуджаратский султан отправил войско, чтобы сдержать раджу Читора, и осадил Райсин. По приказу Бахадур-шаха раджпутский лидер Силехди был послан, чтобы убедит гарнизон сдаться. Силехди перешел на сторону осажденного гарнизона и вместе с ним погиб. Бахадур-шах взял Райсин, а также территорию Бхилсы и Чандери. Вскоре Бахадур-шах отправил в Гондвану поохотиться на слонов и, захватив многих из них, использовал свои силы для разрушения Гаграона и других мелких крепостей. В 1532 году Бахадур-шах выступил в поход на княжество Читтор, но снял осаду со столицы, получив огромный выкуп. Вскоре после этого его войска взяли форт Рантамбор.
Примерно в это же время, получив известие о том, что португальцы захватил власть в Диу, султан отправился в этот город. Прежде чем он прибыл, португальцы обратились в бегство, оставив после себя большую пушку, которую султан приказал доставить в Чампанер.

### Могольское завоевание Гуджарата
Еще до конца 1532 года гуджаратский султан Бахадур-шах поссорился с Хумаюном, вторым могольским императором Дели. Первоначальной причиной ссоры было то, что Бахадур-шах приютил при своем дворе принца Мухаммада Замана Мирзу, внука дочери императора Бабура. Гнев Хумаюна был усилен дерзким ответом гуджаратского султана. Не думая о том, что он провоцирует могущественного врага, Бахадур-шах вновь осадил Читтор, и хотя он слышал, что Хумаюн вступил в Гвалиор, он не отказался от осады крепости. В марте 1535 года Читтор попал в руки султана Гуджарата, но в недалеко от Мандасура его армия была разбита Хумаюном. Турок Руми-хан, командующий гуджаратской артиллерии, предал султана и перешел на сторону Хумаюна. И все же, хотя предательство Руми-хана, возможно, сыграло свою роль в поражении Бахадура, вполне вероятно, что в доблести, дисциплине и тактике армия Гуджарата уступала моголам. Бахадур-шах, непривычный к поражениям, пал духом и бежал в крепость Манду, которая была быстро захвачена Хумаюном. От Манду султан бежал в Чампанер и в конце концов нашел убежище в Диу. Крепость Чампанер была взята Хумаюном, и весь Гуджарат, кроме города-порта Сурат, перешел под власть Империи Великих Моголов.
В это время Шер-шах Сури восстал в Бихаре и Джаунпуре, и Хумаюн вернулся в Агру, чтобы противостоять ему, оставив своего младшего брата, принца Аскари-мирзу в Ахмедабаде, Касам-бека в Бхарухе и Ядигара Насир-мирзу в Патане. Как только падишах Хумаюн с главными силами могольской армии отступил, Гуджарат восстал против моголов. Гуджаратские вельможи попросили Бахадур-шаха присоединиться к ним. Бахадур-шах присоединился к ним и, разгромив могольское войско в битве при деревне Канидж близ Махмудабада (ныне Махемдавад), изгнал их из Гуджарата.

### Союз с португальцами и смерть
В том время как Бахадур-шах был осажден в Манду могольской армией Хумаюна, из Бомбея (ныне — Мумбай) вышел сильный португальский флот под командованием губернатора Нуну да Кунья. 7 февраля 1531 года португальцы, преодолев сильное сопротивление, захватили остров Шиял-Бет. 16 февраля 1531 года они начали бомбардировку порта Диу, но не смогли нанести сколько-нибудь заметного урона его укреплениям. 1 марта 1531 года Нуну да Кунья уехал в Гоа, оставив своего заместителя, который систематически уничтожил прибрежные города Махува, Гогха, Валсад, Махим, Келву, Агаши и Сурат.
После завоевания и оккупации могольской армией Гуджаратского султаната Бахадур-шах вынужден вступить в переговоры с португальцами. 23 декабря 1534 года, находясь на борту галеона Святой Матфей, он подписал договор в Бассейне. На основании условий соглашения Португалия получила контроль над городом Бассейн (Васай), а также его территорией и близлежащими островами и проливами, включая острова Даман и Бомбей. Бахадур-шах дал разрешение португальцам построить завод в Диу. Вместо завода португальцы построили форт Диу.
Когда Бахадур-шах вновь вернул султанат под свою власть, он раскаялся о своём союзе с португальцами. Султан прибыл в Сорат, чтобы убедить португальское войско, которое он просил прийти ему на помощь, вернуться в Гоа. В феврале 1637 года, когда 5-6 тысяч португальцев прибыло в Диу, Бахадур-шах, надеясь избавиться от них с помощью хитрости, прибыл в Диу и вступил в переговоры с португальским вице-королем. Вице-король отказался прибыть в ставку султана и в свою очередь пригласил Бахадура посетить его корабль, стоявший на якоре у берегов Гуджарата. Бахадур-шах согласился, но на обратном пути он был убит португальцами, а его тело выброшено в Аравийское море. На момент смерти ему был 31 год. По словам автора Mirăt-i-Sikandari причина убийства Бахадура заключалась в том, что в руки португальского вице-короля попало его письмо к правителям Декана, в котором он приглашал их вступить в союз против португальцев. В августе 1538 года объединённый турецко-гуджаратский флот осадил португальскую крепость Диу, но не смог её взять и в ноябре снял осаду.

### Правление Бахадар-шаха
Вплоть до поражения султана Бахадура от могольского императора Хумаюна Гуджаратский султанат находился в самом расцвете могущества. Раджпутские лидеры, Притирадж, племянник Раны Санги из Читора, и Нарсингх Дева, двоюродный брат раджи Гвалиора, признали себя вассалами султана Гуджарата. Раджа Баглана выдал свою дочь замуж за Бахадур-шаха. Джам Фируз из Татты в Синде и сыновья Бахлула Лодхи нашли убежище при дворе гуджаратского султана. Бахадур-шах захватил и присоединил к своим владениям Малавский султанат, Низам-шах из Ахмаднагара и Насир-хан из Бурханпура признали Бахадура своим сюзереном. Династия Фаруки из Хандеша также зависела от Гуджарата.
Он построил мавзолей в Халоле в честь своих братьев и предшественников, Сикандар-шаха и Махмуд-шаха II.
Он был большим покровителем классической музыки Индостана и ее исполнителей, в том числе Байджу Бавра.

## Преемственность
У Бахадур-шаха не было сыновей, следовательно, существовала некоторая неопределенность в отношении преемственности после его смерти. Мухаммад Заман Мирза (1496—1539), беглый принц Великих Моголов, заявил о своей претензии на султанат на том основании, что мать Бахадура усыновила его как своего сына. Гуджаратские дворяне избрали новым султаном племянника Бахадура, султана Мирана Мухаммад-шаха из Хандеша (1520—1537), но он скончался 4 мая 1537 года по пути в Гуджарат. Наконец, дворяне избрали султаном Махмуд-хана (1526—1554), сына Латифа-хана, брата Бахадур-шаха, и он вступил на престол в качестве Махмуд-шаха III 10 мая 1538 года.